# 佐野広明 (陸上選手)
佐野 広明（さの ひろあき、1988年2月28日 - ）は、静岡県浜松市出身の元陸上競技選手。専門は長距離走。静岡県立浜北西高等学校、麗澤大学卒業。Honda陸上競技部に所属した。

## 人物･略歴
浜北西高校時代は5000mで東海大会までは出場したが全国区の選手ではなかった。3年次の2005年第6回静岡県市町対抗駅伝競走大会では、町村の部の第4区（5.81km、ジュニアA男子区間）に出場している。
大学は箱根駅伝に出場経験のない麗澤大学に進学した。箱根駅伝予選会には4年連続で出場。本戦出場に導くことはできなかったが、佐野自身は3年次の第85回大会予選会で個人46位と結果を残し、関東学連選抜の一員に選ばれた。本戦では最終10区を担当、区間2位の好走で12位から9位まで順位を押し上げゴール。佐野の活躍により、関東学連選抜が10位以内に入ったため、第86回大会の予選会からの出場枠は1枠増となった。4年次の予選会でも個人43位と好走し2年連続で関東学連選抜にメンバー入り。再び10区にエントリーされたが当日エントリー変更され走ることはできなかった。
大学卒業後はHonda陸上競技部に所属。不調に苦しむことも多かったが、2013年2月に初マラソンとして出場した延岡西日本マラソンにて、2時間12分14秒の記録でいきなりの優勝を飾る。その後は日本代表を目指しマラソンに積極的に取り組む。
2015年2月の東京マラソンでは30km過ぎまでトップグループでレースを進め、自身初のサブテンとなる2時間09分12秒で9位。日本歴代6位のタイムで7位入賞した今井正人（トヨタ自動車九州）に次ぐ日本人2位となり、同年8月の世界陸上北京マラソン日本代表選考対象となった。結果的には代表選出はならなかったものの、びわ湖毎日マラソンで日本人1位となり代表に選出された前田和浩（九電工）が同大会で記録した2時間11分46秒より、佐野のタイムは2分30秒以上優っていた。なお、残りの代表2枠に選出されたのは東京マラソン日本人1位の今井と、2014年12月の福岡国際マラソンで日本人1位となったHondaの同僚・藤原正和であった。
東京マラソンでの好成績により、日本陸連が組織するナショナルマラソンチーム加入の打診があったが、川内優輝とともにこれを辞退した 。奇しくもナショナルチーム加入を辞退した2人は、第85回箱根駅伝において関東学連選抜チームで活躍した同志であり、学生時代から独自の道で練習を積み上げてきた選手であった。
2017年9月にベルリンマラソンに出場し、2時間11分24秒で7位となった。
2019年度をもって現役を引退。

## 自己ベスト･記録

### 自己ベスト
- 5000m :13分45秒32（2014年 日本体育大学長距離競技会）
- 10000m ：28分43秒61（2014年 ホクレンディスタンスチャレンジ）
- ハーフマラソン：1時間02分40秒（2014年 仙台国際ハーフマラソン）
- マラソン：2時間09分12秒（2015年 東京マラソン2015）

### 記録
- 2009年 第85回東京箱根間往復大学駅伝競走　10区‐区間2位
- 2013年 第51回延岡西日本マラソン　優勝（2時間12分14秒）
- 2015年 第9回東京マラソン　9位‐日本人2位（2時間09分12秒）